# Storofsen
Storofsen (af ofse = voldsomhed) er navnet på oversvømmelserne, som ramte store dele af indlandet i det sydlige Norge fra 20. til 24. juli 1789. Uvejret udløste utallige jordskred, så katastrofen blev også kaldt skriusommaren (= skredsommeren).  Det økonomiske skadeomfang blev anslået til 563.500 rigsdaler. 
Oversvømmelserne skyldtes sen snesmeltning, regnvejr og stærk varme, også i fjeldet. Der skete ulykker i Nordmøre, Gauldalen, Østerdalen, Romerike, Gudbrandsdalen, Valdres, Numedal og Sandsvær. De største skader skete i Gudbrandsdalen, i Vågå og Fron. 72 mennesker omkom, hvoraf 61 fra Gudbrandsdalen. 1.523 landbrug fik nedsat skat som følge af skader.
Gudbrandsdalslågen fyldte hele dalbunden. Mjøsa blev næsten helt dækket af træer, affald og druknede husdyr, og det tog to år, før indsøen var ren igen. De to dage, oversvømmelserne var værst, var vandstanden op til syv meter over det normale. Befolkningen fik kun begrænset hjælp af myndighederne pga. dårlig information om katastrofen. Mere end 3.000 huse blev raseret. Store arealer var ødelagt for mange år frem i tid, og flere bønder fra Gudbrandsdalen og Østerdalen udvandrede til Målselvdalen i Troms.  Denne indvandring af folk fra Østlandet præger den dag i dag dialekten i Troms. 

## Baggrund
Vinteren 1788–1789 havde været meget kold. Sneen kom imidlertid sent, og dette førte til barfrost og dybtgående frost i jorden. Dette førte igen til højtstående grundvand som lukkede porerne i jordsmonnet med vand. Senere på vinteren kom der også unormalt meget sne.
Dette skete under den lille istid fra ca. 1400 til ca 1800, en periode med lange vintre og kolde somre, hvilket førte til, at bræerne voksede kraftigt. I 1770'erne blev det varmere, men 1787 og 1788 var igen usædvanlig kolde, hvilket medførte store snemængder i højfjeldet. Foråret 1789 var varmt og fugtigt, og fugtigheden førte til begrænset fordampning af sneen.
Antagelig lå der et kraftigt lavtryk over Østlandet, som "trak" varm og fugtig luft fra Atlanterhavet til sig. Samtidig lå der et lavtryk over Nordland som trak kold luft ned fra nord. Der lå antagelig også et højtryk over Finland, og disse to systemer "låste" lavtrykket fast over Østlandet. De to lavtryk stødte sammen over Østlandet. Dette pressede den varme og fugtige luft op med et kraftigt regnvejr som resultat. 20. juli begyndte det voldsomme regnvejr, og 21. og 22. juli skal det have regnet kraftigt døgnet rundt over Østlandet og Trøndelag. Regnen aftog 23. juli, og det klarede op igen 24. juli. Men kraftig snesmeltning fra Jotunheimen og Dovre forværrede situationen. Især gik det ud over kværnhuse og savmøller, der jo lå udsat til langsmed vandløbene. Mange troede, de var vidne til dommedag, og samtidige beretninger fortæller om folk, der blev sindssyge under uvejret. Der blev givet tilladelse til at optage kollekt i kirkerne i Danmark og Norge til hjælp for de rammede. 
En tønde med en åbning på 1450 cm² og med et volumen på 132 liter skal være regnet fuld på tre døgn i Romsdal. Dette svarer til en nedbør på 320 mm på tre døgn.